# Max Bär (Widerstandskämpfer)
Max Bär (* 20. Dezember 1903 in Miesbach; † 24. Februar 1944 in München) war ein Widerstandskämpfer gegen den Nationalsozialismus in Schwaz.

## Leben
Bär war der Sohn eines Bergarbeiters und arbeitete nach Abschluss der Volksschule ebenfalls in einem Bergwerk in Bayern. Anschließend zog er nach Schwaz und wurde hier zum Malergehilfen ausgebildet.
1934 wurde er Mitglied der verbotenen Kommunistischen Partei Österreichs (KPÖ). 1936 nahm er an einer kommunistischen Schulung in Prag teil. Bär organisierte, vor allem 1941 und 1942, eine eher lose zusammengehaltene, illegale kommunistische Gruppe in Schwaz. Dabei lag sein Fokus auf der politischen Ausbildung der Wertvorstellungen der Mitglieder seiner Gruppe. Bär verfasste Schulungsbriefe für die Gruppe und sie hörten gemeinsam Nachrichten des deutschsprachigen Radio Moskau. Ein weiterer Fokus lag im Aufbau eines Hilfsnetzwerks im Rahmen der Roten Hilfe. Dabei half Bär der Familie eines Deserteurs und sowjetischen Kriegsgefangenen in Jenbach.
Bär versteckte sich bei Verwandten und wurde von diesen denunziert, da sie Angst vor Verfolgung hatten. Bär wurde am 22. Jänner 1943 verhaftet und gemeinsam mit fünf anderen am Volksgerichtshof Schwaz angeklagt. In der Verhandlung am 29. und 30. November 1943 wurde Bär zur Todesstrafe verurteilt, die anderen fünf Angeklagten erhielten Zuchthausstrafen zwischen sechs und 15 Jahren.
Er wurde am 24. Februar 1944 in der Justizvollzugsanstalt München hingerichtet.

## Würdigung

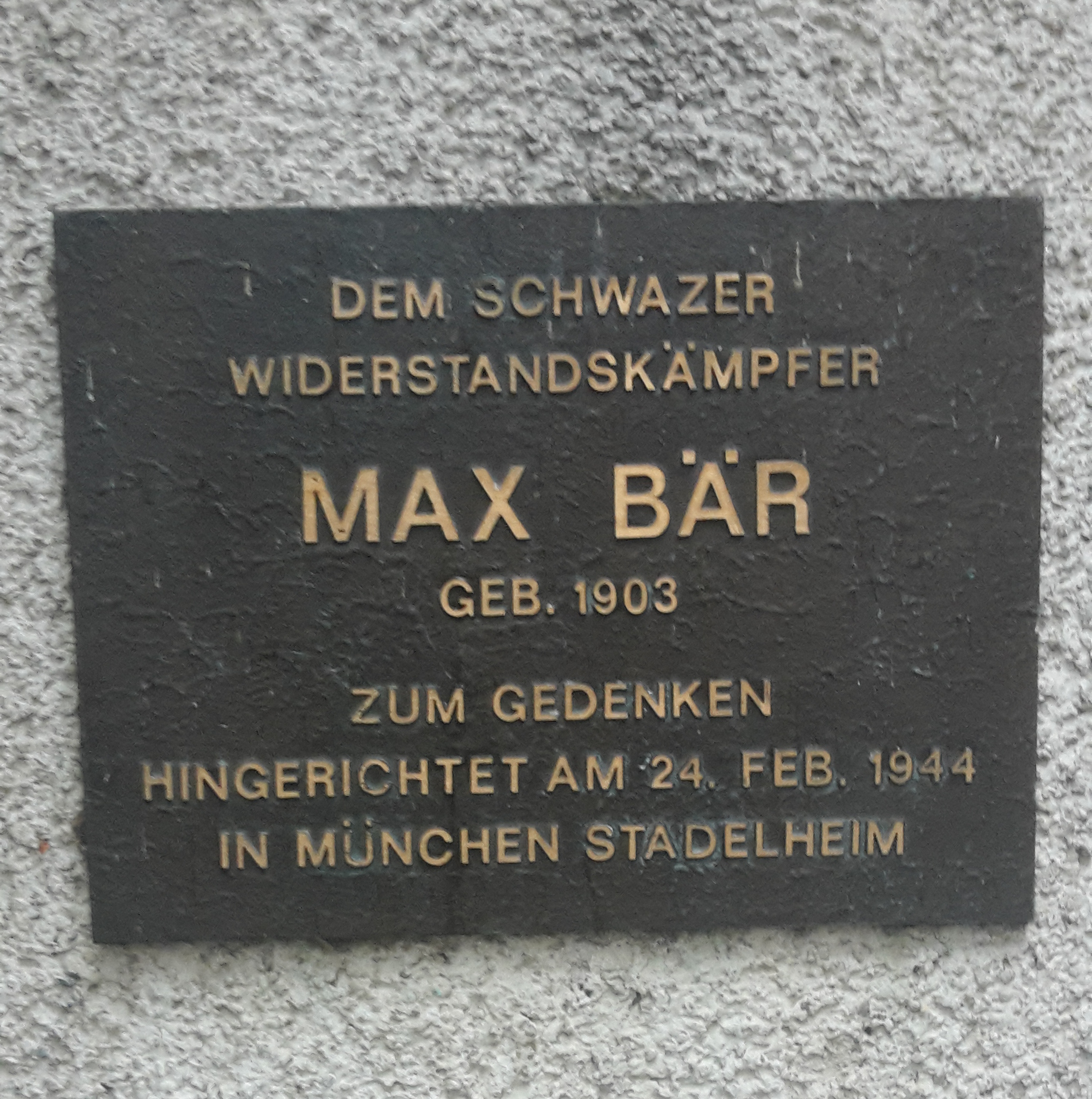
Gedenktafel für Max Bär in Schwaz

Max Bär wird mit einer Gedenktafel beim alten Friedhof der Pfarrkirche Schwaz gedacht.